# Conséquences de la pandémie de Covid-19 sur l'économie du Québec
Pour des articles plus généraux, voir Conséquences de la pandémie de Covid-19 et Pandémie de Covid-19 au Québec.

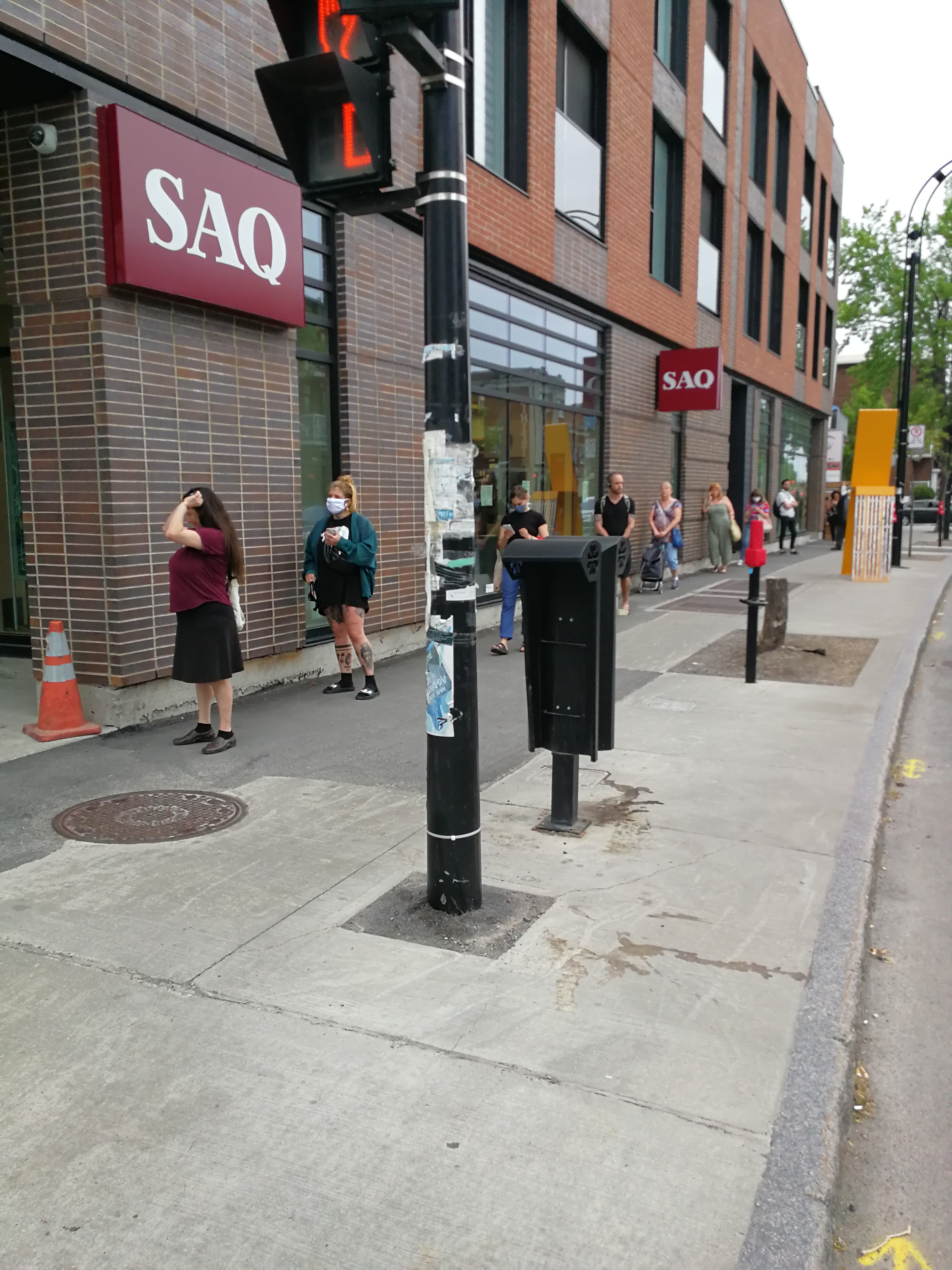
File d'attente à la SAQ lors de la pandémie de Covid-19 à Montréal.

Cet article relate les conséquences de la pandémie de Covid-19 sur l'économie du Québec.
Comme partout où le confinement est déployé, la crise entraîne des impacts majeurs sur l'économie du Québec. La crise de la Covid-19 a engendré la fermeture de près de 40 % de l’économie québécoise. Le taux de chômage y est le plus élevé au Canada, atteignant 17 % au début mai 2020, une première depuis 1976. 800 000 travailleurs ont été mis à pied, et le déficit prévu pour l'année 2020 est de 14,9 milliards de dollars. Ce déficit est, en dollars constants, le pire depuis la Seconde Guerre mondiale.
Le déficit du gouvernement du Québec s'élève à 15 milliards pour 2020, notamment en raison des dépenses qui ont augmenté de 13,1 % pour gérer la pandémie de Covid-19 au Québec, et à plus de 12 milliards pour 2021, pour un total estimé à plus de 30 milliards sur 5 ans.

## Chômage
```
Taux de chômage au Québec (%)
Date
4
6
8
10
12
14
2019-01
2019-07
2020-01
2020-07
2021-01
Taux de chomage (%)
Statistiques sur la pandémie de Covid-19 au...
```

De mars à juin 2020, le Québec perd 450 000 emplois de plus par rapport à la période équivalente en 2019, soit une baisse de 10% de tous les emplois au Québec. Le secteur des services est celui qui est le plus touché avec une perte de 100 000 emplois, suivi par celui du commerce de détails avec 75 000 emplois. Les femmes et les jeunes sont proportionnellement plus touchés.
Au début du mois de juin, le taux de chômage recule de 3,3 % pour s'établir à 13,7 %, avec l'ajout de 231 000 emplois d'avril à mai. Le Québec a la plus forte croissance d'emploi de la fédération canadienne, récupérant environ 30% de la baisse enregistrée entre mars et avril .
Le Grand Montréal se tire relativement bien d'affaire sur le plan de l'emploi. Le 1er septembre, Montréal International indique que le taux de chômage n'a augmenté que de 5,7% entre février et juillet, ce qui le place au deuxième rang des villes les moins affectées par la Covid-19, derrière Phoenix, parmi les 20 grandes métropoles du Canada et des États-Unis.

### Prestation canadienne d'urgence (PCU)
Le redéploiement des chômeurs dans d'autres domaines économiques vivant une pénurie de main-d'œuvre (de) est difficile. Tant les représentants du secteur privé que du gouvernement du Québec accusent la prestation canadienne d'urgence (PCU) de nuire à l'effort, surtout dans le secteur du commerce de détails et auprès des étudiants,,. La situation engendre une certaine mésentente entre Ottawa et des provinces.
Les Québécois sont surreprésentés dans les cas de fraude de la PCU. Alors qu'ils représentent moins de 23% de la population canadienne, 37% des demandes de fraudes sont attribués à des Québécois. De nombreuses fraudes font suite à des vols d'identité, dont une faible proportion chez des jeunes de moins de 19 ans.
Un assouplissement des règles d'admission à l'assurance-emploi, d'une durée d'un an, est prévu à la fin de la PCU, ce qui permettra à 400 000 chômeurs supplémentaires d'y avoir accès.
De nombreux Québécois bénéficiant de l'aide sociale ont fait une demande de PCU, alors qu'elle n'y avait pas droit. Le gouvernement du Québec avait commencé à demander des remboursements aux prestataires, alors que c'est plutôt au gouvernement fédéral que la PCU devrait être remboursée. Devant cet imbroglio, le ministre de la Solidarité sociale Jean Boulet annonce le 16 octobre un moratoire de trois mois à partir de novembre sur le recouvrement des trop-perçus.

## Finances publiques
Pour l’année 2020, le gouvernement a eu un déficit de 15 milliards de dollars, notamment en raison des dépenses liées à la pandémie.
Dans un rapport déposé le 10 mars 2021, la vérificatrice générale du Québec estime les dépenses à 21 milliards de dollars sur quatre ans pour faire face à la pandémie, incluant 5,2 milliards en prêt et subventions aux entreprises, 2,9 milliards en projet d'infrastructure, 2,5 milliards en soutien financier aux particuliers et aux travailleurs et 8 milliards de dollars pour le système de santé.
Du mois de mars 2020 au mois de février 2021, le gouvernement du Québec dépense 133 millions de dollars en publicité pour promouvoir le respect des mesures sanitaires.

## Immobilier
Le marché de l'immobilier, après une pause durant les mois de mars et avril, a connu la plus grande augmentation de revente depuis 15 ans, tant à Montréal qu'au Québec dans son ensemble. Le prix médian des propriétés augmente de 14,3 % en 2020.
L'augmentation du nombre de transactions immobilières se fait particulièrement sentir en banlieue proche de Montréal, où les transactions ont augmenté de 41 % par rapport à 2019, alors que celles sur l'île de Montréal ont augmenté de 20 %.

## Solde migratoire
En 2019-2020, Montréal connaît son plus fort déficit migratoire depuis 20 ans, avec une baisse de 35 900 résidents pendant cette période. Le coût d'accès à la propriété et au logement à Montréal, additionné au télétravail généralisé, serait une des causes de ce déficit record. La diminution du nombre d'immigrants arrivant au Québec pendant la pandémie, et le nombre de décès, sont aussi des causes.
De façon générale, la croissance des grandes villes du Québec est ralentie. Au Québec, 190 700 personnes ont changé de région administrative pendant cette période, les régions de  Laurentides, Lanaudière, Mauricie, Estrie et Chaudière-Appalaches voyant une forte croissance.

## Entreprises
Les pertes d'emplois dans la province comprennent le Cirque du Soleil, qui met 2 600 personnes à pied. Celui-ci est refinancé à hauteur de 200 millions dollars américains (USD) par ses actionnaires et le gouvernement québécois.
Le 24 mars, les six quotidiens régionaux de la Coopérative nationale de l'information indépendante, ce qui comprend notamment Le Soleil, Le Droit et Le Quotidien, met à pied la moitié de son personnel et cesse de faire paraître son édition papier sur semaine. Cette dernière mesure deviendra permanente le 12 juin.
Le 16 avril, Tricots Liesse annonce qu'elle prévoit de ramener une centaine de travailleurs licenciés pour produire des blouses médicales pour le ministre de la Santé et des Services sociaux.
Le 7 mai 2020, le Groupe Aldo, présent dans le monde de la chaussures par ses boutiques Aldo, Boutiques Spring et Globo demande aux tribunaux la protection de leurs créanciers, accumulant une dette de près de 300 millions de dollars. La pandémie a aggravé la situation, puisque les magasins fermés ne génèrent aucune vente. Aldo s’attend en outre à une diminution des royautés versées par ses franchisés dans les prochains mois et à une baisse de ses ventes en gros.
Le 5 juin 2020, Bombardier Aéronautique annonce le licenciement de 2 500 personnes d'ici la fin juin, dont 1 500 postes au Québec. Certains experts prévoient une chute de 35 % des livraisons pour Bombardier en 2020. Le gouvernement du Québec indique qu'il pourrait venir en aide à Bombardier, mais que cela serait accompagnée de certaines conditions.
Le 29 juin 2020, le Cirque du Soleil annonce qu'elle se place à l'abri de ses créanciers afin de tenter de se restructurer. En juillet 2020, la compagnie est en difficulté financière à la suite de la crise économique liée à la pandémie de Covid-19. Une entente est déposée en  juillet, dans laquelle les créanciers proposent l'acquisition du Cirque du Soleil, après recapitalisation du groupe grâce à un apport de fond compris entre 300 et 375 millions de dollars américains. Le siège social doit demeurer à Montréal pour une durée minimale de 5 ans. Cet accord induit également une réduction de dette d'un peu plus de 800 millions de dollars américains sur les 1,1 milliard de dettes du groupe. Deux fonds totalisant 20 millions de $US sont créés afin de verser les sommes dues aux ex-travailleurs. Cette entente, officialisée le 18 août 2020, met un terme à la participation québécoise dans l'actionnariat de l'entreprise.
Le 22 juillet 2020, la chaîne québécoise de vêtement Tristan demande la protection contre ses créanciers.
Le 22 octobre 2020, la détaillant québécois Le Château se place sous la protection de la Loi sur les arrangements avec les créanciers des compagnies afin de fermer et de liquider les actifs de ses 123 boutiques. 1 400 emplois disparaissent avec la faillite de cette entreprise fondée en 1959.

### Desjardins
Le 11 août 2020, les Caisses Desjardins annonce une baisse de 23,6 % pour le deuxième trimestre par rapport à 2019. L'institution avait fermé 523 de ses 872 établissements lors du confinement de mars, et environ 39 000 de ses 48 000 employés sont toujours en télétravail. Il est prévu que la majorité de ses employés reste en télétravail d'ici la fin de 2020.
Le 3 septembre 2020, dans une entrevue accordée à Radio-Canada, le PDG de Desjardins Guy Cormier relate les impacts de la Covid-19 sur les services offerts par son institution financière. Il note que:
- Desjardins a reçu 300 000 demandes d'allègement financier entre mars et septembre 2020. À partir du mois de juillet, le nombre de demandes a commencé à diminuer.
- 39 000 entreprises ont profité de ces mesures d'allègement
- Bien que les demandes pour les prêts hypothécaires aient diminué au début de la pandémie, elles sont en hausse depuis juillet par rapport à la même période en 2019.
- 45% des entreprises québécoises auraient subi une baisse de revenus de 50% depuis la mi-mars

### Hydro-Québec
Les bénéfices d'Hydro-Québec ont chuté de 430 millions pendant les 6 premiers mois de l'année 2020, par rapport à la même période l'année précédente. Une hausse de consommation de 5 % a été constatée chez les clients résidentiels, mais cela n'a pu compenser la baisse de 12 % des clients industriels. Les exportations hors Québec ont également connu une baisse. Malgré cela, la société d'État demeure profitable pour les deuxièmes et troisièmes trimestres de 2020, avec un bénéfice de 90 millions.

## Secteurs

### Aérospatial
Air Transat connaît des difficultés, notamment en raison de l'incertitude de sa vente à Air Canada qui s'ajoute aux problèmes causés par la pandémie de Covid. Les deux tiers des 5 100 employés canadiens de la compagnie sont mis à pied temporairement, de mars à septembre, et 40 % du personnel pourrait être licencié au 19 décembre, lorsque la subvention du gouvernement du Canada prendra fin.

### Commerce de détail
Dès la fin mars, les grandes chaînes d’alimentation au Québec installent des panneaux de plexiglas près des caisses pour protéger leurs employés. L'initiative est appliquée dans la plupart des commerces du Québec qui rouvrent lors du déconfinement graduel en mai.
Plusieurs limitent le nombre de clients à l'intérieur de leurs bâtiments, ce qui engendre des files d'attente significatives devant plusieurs commerces. Ils installent également une signalisation, dont notamment des marques au sol, afin d'aider les consommateurs à respecter une distanciation physique d'au moins 2 mètres entre les individus.
En avril 2020, le gouvernement crée la plateforme de magasinage en ligne Le Panier bleu pour soutenir les commerçants du Québec,.
Au début du mois de juin, lors de la réouverture des commerces non essentiels, des frais COVID sont instaurés par certains commerçants. Des salons de coiffure augmentent leurs prix de 10 % à 15 %, alors que des dentistes ajoutent des frais d'asepsie allant de 10 $ à 50 $,.
Le 26 décembre, le Boxing Day se déroule pour l'essentiel en ligne.

### Érablières

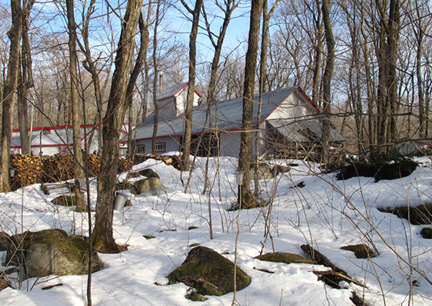
Acériculture à Pont-Rouge au Québec.

Les 200 érablières commerciales, avec salle de réception, n'ont pu recevoir aucun client sur place au printemps 2020, ce qui représente un important manque à gagner pour cette industrie saisonnière dont 60 à 65 % du chiffre d'affaires se fait en deux mois. Plusieurs acériculteurs produisant uniquement pour consommation sur place, ils ne peuvent revendre à l'épicerie, le sirop d'érable étant soumis à la gestion de l'offre et nécessitant un permis pour ce faire. Ils peuvent cependant demander à Producteurs et productrices acéricoles du Québec (PPAQ) de racheter leur surplus, un prix minimum étant fixé et le retour sur la vente pouvant s'échelonner sur l'année entière.
44 cabanes à sucre ont cessé toute activité au printemps, et une cinquantaine d'autres se sont concentrés uniquement sur les activités d'acériculture, leurs salles de réception étant fermées.
Les érablières de production de sirop d'érable ont, quant à elles, connu une récolte printanière record, ayant pu adapter leurs méthodes de travail aux contraintes des mesures imposées par le gouvernement,. Ce surplus pourra être stocké dans la réserve de sirop d'érable de la PPQA.
En fin d'année 2020, une étude de l’Association des salles de réception et érablières du Québec révèle que le quart des 200 cabanes à sucre avec salle de réception pourraient fermer leurs portes à la suite des pertes de l'année causées par la pandémie de Covid-19.

### Microbrasseries
À l'instar des érablières, les microbrasseries vendant essentiellement sur place, que ce soit dans une brasserie, pub ou directement à l'installation, éprouvent de grandes difficultés commerciales pendant la pandémie. À l'inverse, les microbrasseries étant en mesure d'embouteiller leur produit et de les vendre dans des épiceries, dépanneurs et autres établissements, connaissent un meilleur sort.
Afin d'aider le secteur de la restauration au Québec, le gouvernement adopte le 11 décembre 2020 le projet de loi 72, qui permet aux établissements détenant un permis de restaurant, de servir de l’alcool sans qu’un repas soit obligatoirement consommé, une mesure qui est identifiée comme positive pour les microbrasseries par l'Association des microbrasseries du Québec.

### Tourisme

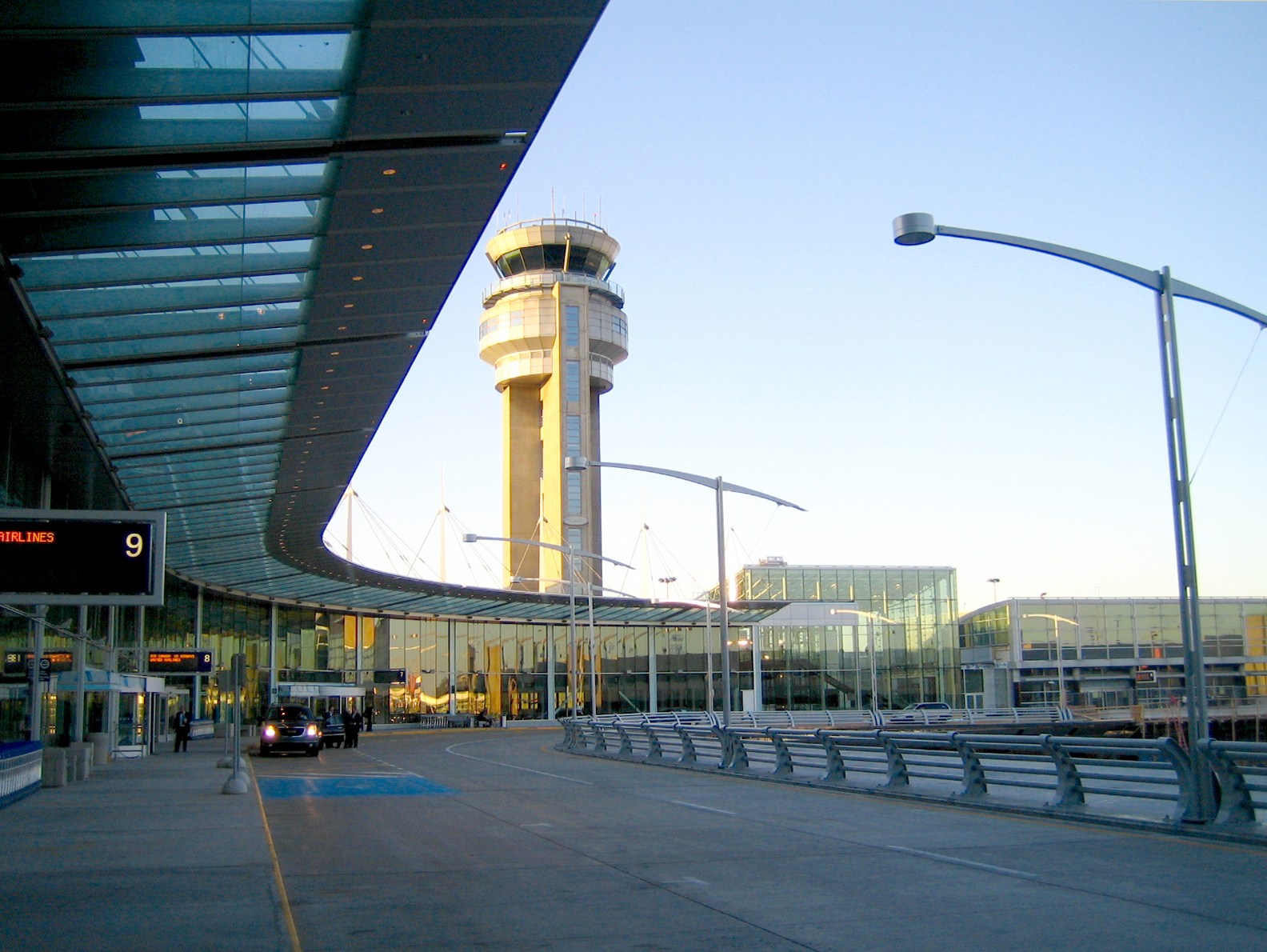
Aéroport de Montréal

En raison de la pandémie, tous les indicateurs touristiques pour l'été au Québec sont à leur plus bas historique en 2020: entrées aux frontières, nombre de passagers à l'aéroport de Montréal, occupation des hôtels, etc.   Des baisses de l'ordre de 95 %, par rapport à 2019, sont constatées pour la plupart de ces indices.
Les mesures de quatorzaine mises en place pour les personnes revenant de l'extérieur du Canada amènent plus de Québécois qu'à l'habitude à passer leurs vacances au Québec. Il y notamment une montée du tourisme en Gaspésie, menant à certaines frictions en raison du camping sauvage sur les plages, pour lesquelles les autorités répondent avec la mise en place d'escouades sanitaires et des roulottes de dépistage.
Le 16 septembre 2021, le musée Grévin Montréal ferme ses portes pour des raisons financières dues à la longue fermeture obligée de 50 semaines pendant la pandémie.

## Financiers
Le 7 août 2020, la Caisse de dépôt et placement du Québec annonce que son portefeuille a eu un rendement de -2,3 % pour les 6 premiers mois de 2020. Cette crise n'est pas comparable à celle de 2008. Le PDG, Charles Emond, indique que cette performance est attribuable à la baisse du commerce de détails, à la faible représentation des titres technologiques dans leur portefeuille (ces titres ayant connu une importante hausse de la valeur de leur titre boursier depuis la mi-mars) et à la baisse de certains titres québécois, comme le Cirque du Soleil.

## Pénuries

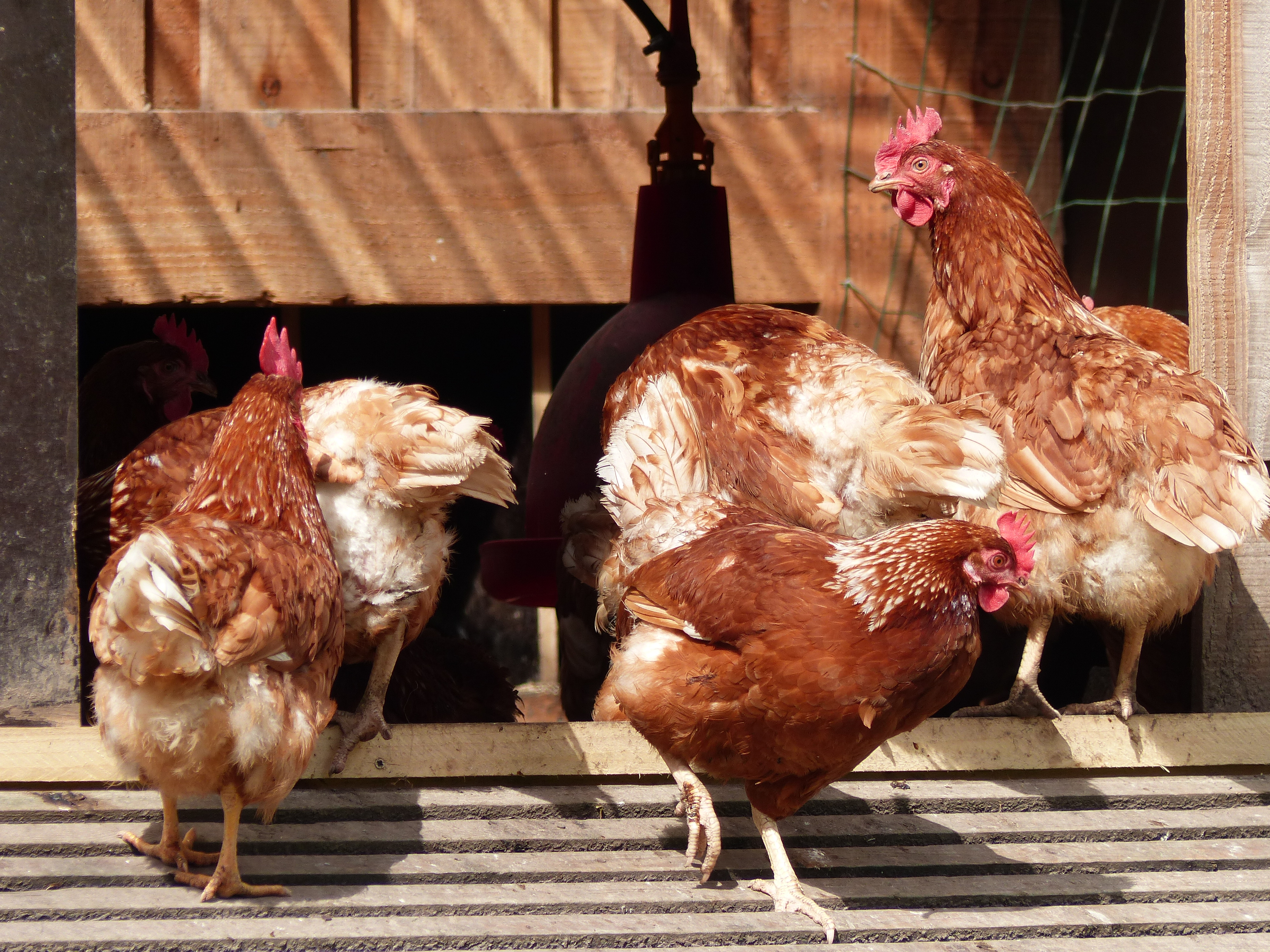
Poules pondeuses

De nombreuses pénuries sont observées lors du confinement au printemps 2020, au Québec, comme ailleurs dans le monde. Un double phénomène explique ces pénuries. D'une part, les habitudes de consommation des Québécois sont influencées, notamment en raison du confinement et des difficultés à voyager à l'extérieur des frontières et, d'autre part, une diminution de la production de certains produits, que ce soit en raison de la fermeture des installations de production ou encore du manque de personnel.
Parmi les produits affectés, on trouve les carottes, les poules pondeuses (provoqué par la crainte d'une pénurie d'œufs) au printemps, alors que pendant l'été 2020 le charbon de bois vint à manquer, pendant l'automne ce sont les graines pour oiseaux, les poids et haltères et à Noël ce sont les timbres poste.
D'autres produits sont listés dans les sections plus bas.

### Épicerie
L'absence la plus notable en début de pandémie est celui du papier toilette. De nombreuses personnes commencent à faire du pain maison, ce qui entraîne une pénurie de farine, et de levure alimentaire. Les pâtisseries maisons connaissent également un regain de popularité, entrainant une pénurie de sucre.

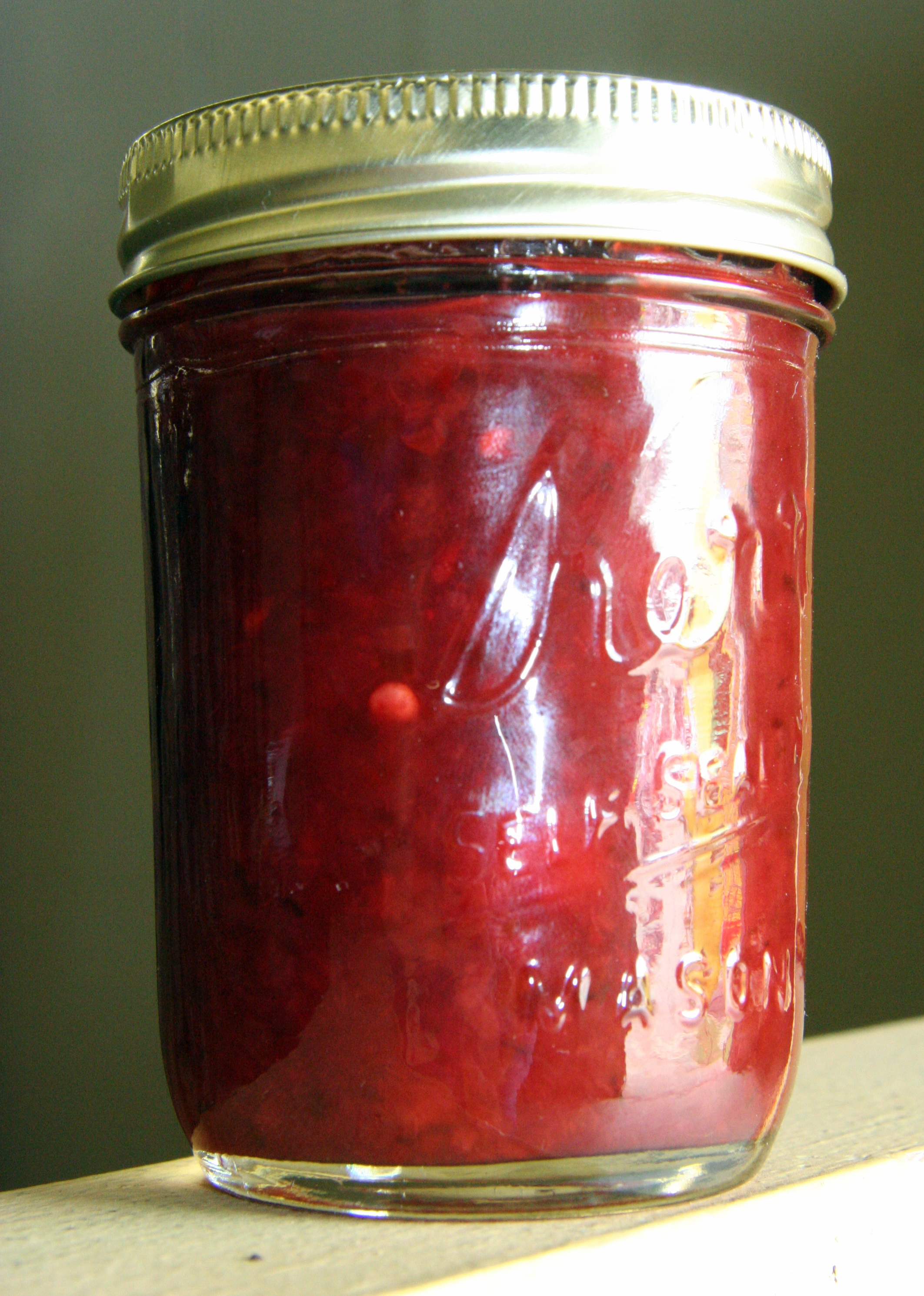
Pot Mason de confiture

À l'automne 2020, saison annuelle des récoltes, une frénésie de la mise en conserve frappe les Québécois, ce qui mène à une pénurie de pots Mason.

### Bois d’œuvre
L'arrêt des scieries lors confinement du printemps, combiné à une hausse des mises en chantier dans le domaine résidentiel en juillet par rapport à 2019, tant au Canada qu'aux États-Unis, et à une forte augmentation des rénovations, a eu d'importantes conséquences sur le prix et la disponibilité du bois d’œuvre au Québec. Dans certaines régions le prix du bois a doublé, notamment pour les 2x4, et il y a des ruptures de stock sur certains produits. La pénurie touche également d'autres matériaux reliés à la construction et à la rénovation, comme les disjoncteurs et les briques.
Cette hausse est là pour durer, car les scieries tournent toujours au ralenti, en raison du manque de main-d'œuvre et des mesures de distanciation physique. Des solutions sont envisagées par les acteurs de l'industrie, comme un moratoire sur les exportations, qui entendent faire pression sur le ministre de l’Économie du Québec, Pierre Fitzgibbon.
Le coût des maisons neuves, et autres travaux de rénovation, est donc à la hausse pour l'été et l'automne 2020.

## Municipalités
La Code municipal du Québec interdisant les déficits, les 1 108 municipalités du Québec doivent trouver une façon de compenser les pertes financières causées par la Covid-19. Au printemps de 2020, le premier ministre du Québec, François Legault, refuse d'indiquer si le gouvernement assouplira cette règle en cette année exceptionnelle. Au début de l'été, la ville de Montréal envisage de demander une exception pour l'année en cours, mais la ministre des Affaires municipales, Andrée Laforest répond au mois d'août que la loi ne sera pas assouplie. Les municipalités devront présenter un budget équilibré pour 2020.
Le 25 septembre, le ministre des Finances, Eric Girard, annonce un plan d'aide aux municipalités de 2,3 milliards de dollars, dont 800 millions pourront être utillisés pour éponger les coûts supplémentaires et les pertes de revenus causées par la Covid-19.

## Agro-alimentaire
L'industrie agro-alimentaire québécoise doit s'adapter à la crise, notamment à la fluctuation de l'offre et la demande engendrée par la fermeture des restaurants, installations sportives, hôtels et traiteurs. Ainsi, par exemple, en avril et mai, des centaines de milliers de litres de lait et de poussins, ainsi que des millions d’œufs, ont dû être détruits, faute de débouchés,.
La crise menace également plusieurs récoltes de la province en raison du manque de travailleurs saisonniers étrangers engendré par la restriction des déplacements internationaux et l'isolement des travailleurs infectés. Ils sont normalement environ 16 000 à venir prêter main-forte aux agriculteurs du Québec à chaque année, pour la plupart en provenance du Mexique ou d'Amérique centrale.
Le 17 avril, le ministre de l'Agriculture André Lamontagne, accompagné du ministre du Travail Jean Boulet, annonce un incitatif financier hebdomadaire de 100 dollars canadiens (CAD) qui sera donné à chaque personne qui effectuera au moins 25 heures par semaine aux champs. Le gouvernement espère ainsi attirer près de 8 500 travailleurs. Le 21 avril, on annonce que 2 300 volontaires se sont manifestés. Malgré cela, un mois plus tard, une bonne partie de la récolte des asperges doit être détruite faute d'avoir été cueillie. Même chose pour les fraises au début juin.
Les grandes bannières d'épiceries connaissent des augmentations de revenu de l'ordre de 7 % à 10 % par rapport à 2019.

## Consignes

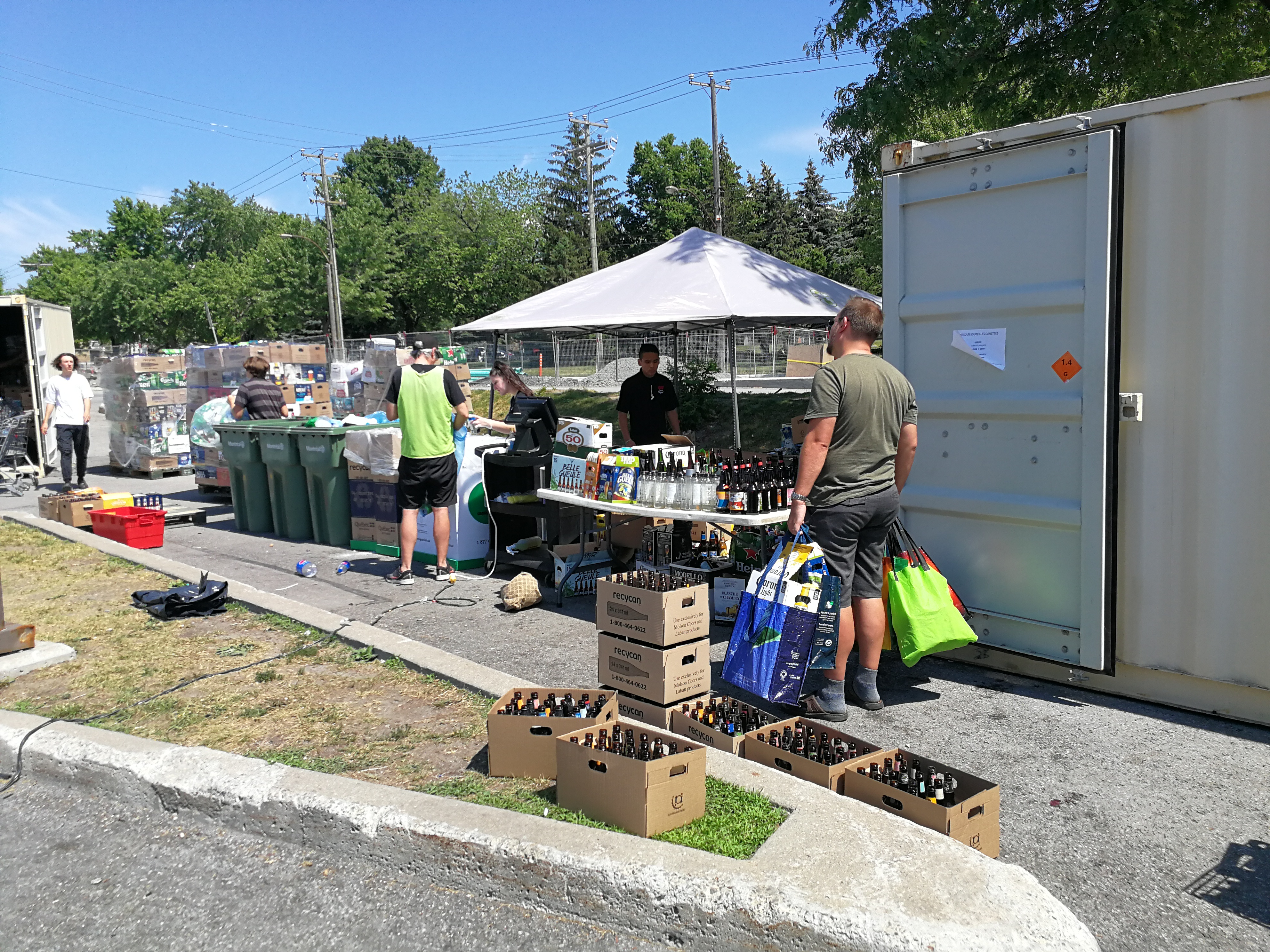
À la suite du rappel du gouvernement du Québec de l'obligation des marchands d'organiser la collecte des contenants consignés, certaines entreprises, comme ce IGA à Montréal, mettent en place des stations de collecte dans leur stationnement.

Du début du confinement jusqu'à la mi-mai, les dépanneurs et épiceries du Québec refusent le retour des contenants consignés. Ce comportement, bien qu'illégal, est justifié par l'Association des détaillants en alimentation du Québec par les risques sanitaires qu'entraînerait cette collecte, de même que l'impossibilité de faire respecter les conditions sécuritaires de gouvernement. Les brasseurs du Québec doivent utiliser plus de bouteille de verre neuve qu'habituellement, ce qui cause une augmentation de leurs coûts. 
Le 11 mai, le ministre de l'Environnement Benoit Charette annonce qu'une entente avec les dépanneurs, épiceries, Recyc-Québec et les brasseurs a été conclu pour reprendre progressivement les contenants consignés. Débutant la semaine du 17 mai, les contenants seront repris à l'extérieur des commerces, là où c'est possible, ou encore lors d'opérations de collecte ponctuelle dans des endroits désignés. Les bouteilles de verre, qui sont réutilisées plutôt que récupérés, pourraient être priorisées. Cette initiative ne satisfait pas les besoins des grands brasseurs qui, une semaine plus tard, se plaignent que leur besoin en bouteilles ne sont pas comblés.
Le 28 mai, devant la reprise limitée des contenants malgré l'entente conclue le 11 mai, RECYC-QUÉBEC annonce qu'il impose la collecte standard des contenants consignés dès le 8 juin à l'extérieur de Montréal, et dès le 22 juin pour Montréal,.
La quantité de contenants consignés retournés connaît une baisse notable en 2020, diminuant de 6 % pour les contenants de bière, et de 5 % pour les contenants de boissons gazeuses.